# Rothener See
Der Rothener See ist ein Binnengewässer in Mecklenburg-Vorpommern. Er liegt in der Sternberger Seenlandschaft südlich des Ortes Rothen, etwa neun Kilometer südöstlich von Sternberg im Landkreis Ludwigslust-Parchim.
Der Rothener See gehört zum Gemeindegebiet Borkow an der Grenze zum Gemeindegebiet Mustin. Seine Form beschreibt einen Halbkreis, mit einem breit auslaufenden sumpfigen Südteil. Der See ist ca. 1200 Meter lang und ca. 950 Meter breit. Im Südosten mündet ein Graben vom Bolzer See. Die Fläche zwischen den beiden Seen ist ebenfalls sumpfig. Der Fluss Mildenitz mündet im Süden in den See, um ihn im Nordwesten wieder zu verlassen. Südlich des Gewässers erreichen die Höhen mit dem Niehöfer Berg 53,3 m ü. NHN.
Unweit des westlichen Seeufers befindet sich das Herrenhaus Rothen.